# The Scalawagons of Oz
The Scalawagons of Oz (1941) é o trigésimo-quinto livro sobre a Terra de Oz criada por L. Frank Baum e o segundo escrito e ilustrado por John R. Neill.